# Jan Zarański
Jan Zarański (ur. 19 lipca 1918 w Wiedniu, zm. 8 września 1985 w Warszawie) – polski prawnik, dziennikarz i tłumacz. Żołnierz AK, powstaniec warszawski, a w okresie PRL opozycjonista, członek Polskiego Porozumienia Niepodległościowego.

## Życiorys

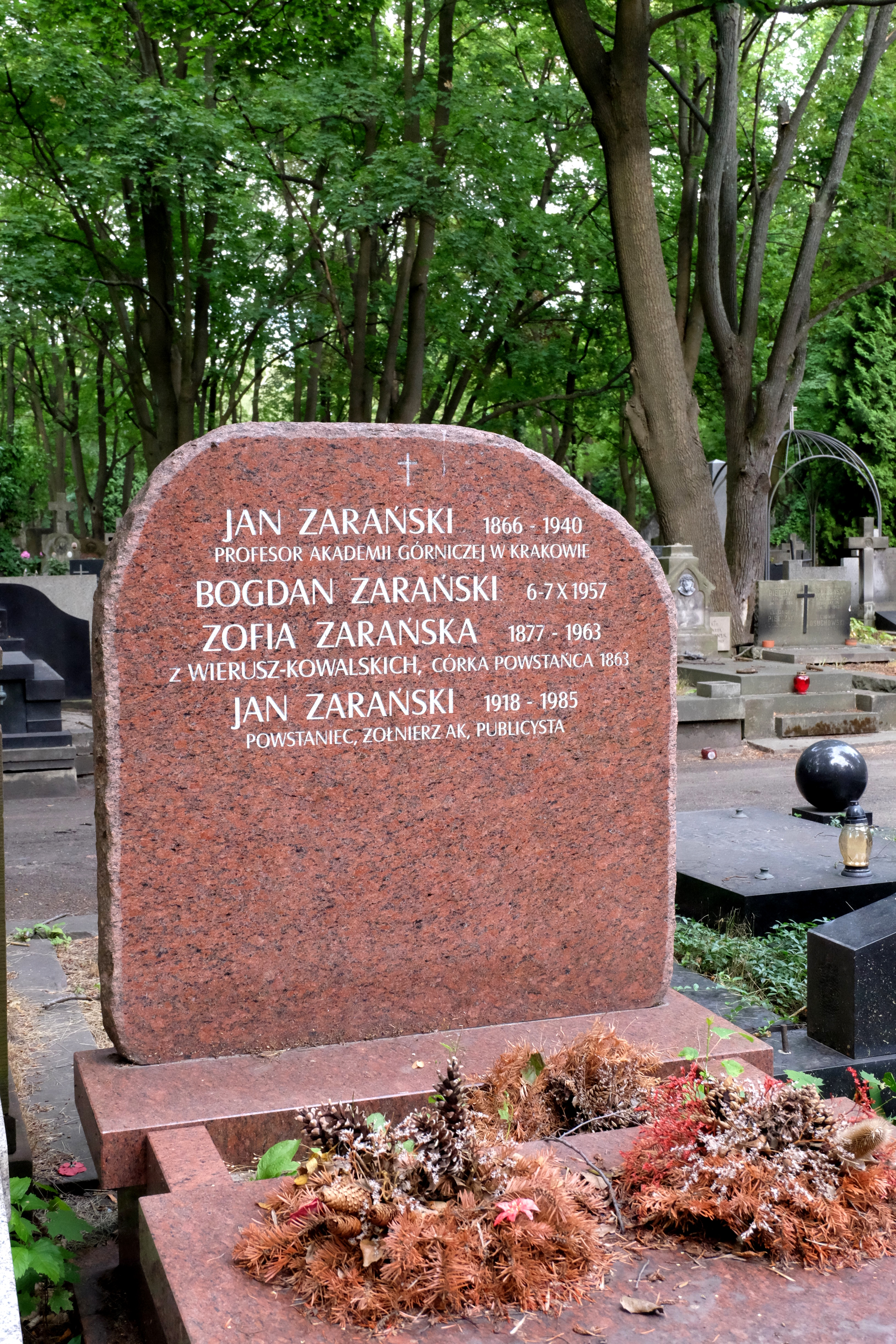
Grób Jana Zarańskiego na cmentarzu Powązkowskim w Warszawie

Ukończył studia na Wydziale Prawa konspiracyjnego Uniwersytetu Warszawskiego (1942). W czasie II wojny światowej był żołnierzem Armii Krajowej, a od 1943 pracownikiem Wydziału Zachodniego Departamentu Spraw Zagranicznych Delegatury Rządu na Kraj, w tzw. Wydziale Zachodnim. Uczestniczył w powstaniu warszawskim (Zgrupowanie "Kryska", ranny w początkach sierpnia 1944). W 1945 podjął pracę jako asystent na Wydziale Prawa Uniwersytetu Warszawskiego, w katedrze prawa międzynarodowego, jednocześnie był dziennikarzem działu zagranicznego "Gazety Ludowej". Został aresztowany we wrześniu 1946 i skazany na karę 14 lat pozbawienia wolności pod fałszywym zarzutem kolaboracji z Niemcami. Zwolniono go w 1950, zrehabilitowany został po październiku '56. Pracował jako dziennikarz w Zachodniej Agencji Prasowej, tygodniku "Za i przeciw", miesięczniku "Novum", a od 1973 redagował niemieckojęzyczną wersję "Życia Warszawy". Od lat 60. członek KIK w Warszawie. 
W 1976 roku był jednym z pierwszych członków Polskiego Porozumienia Niepodległościowego. Nie pisał tekstów PPN, natomiast pomagał w ich uzupełnianiu i redagowaniu, a także pomagał w wyszukiwaniu współpracowników i autorów. W 1980 roku został doradcą Regionu Mazowsze NSZZ „Solidarność”. 
Tłumaczył także z niemieckiego, m.in. Dzieje papiestwa w XVI–XIX wieku Leopolda Ranke (1975 razem ze Zbigniewem Żabickim), Sztuka i złudzenie: o psychologii przedstawiania obrazowego Ernsta Gombricha (1981).
Młodszy brat Józefa Zarańskiego, ojciec Katarzyny Skórzyńskiej i dziadek Agi Zaryan. Został pochowany na cmentarzu Powązkowskim w Warszawie, gdzie spoczął także Jan Zarański (1866–1940) (kwatera 139-2-24).